# Ильдефонсо, Теофило
Теофи́ло Ильдефо́нсо (исп. Teófilo Yldefonso, 5 ноября 1903 — 19 июня 1942) — филиппинский пловец-брассист. Призёр двух Олимпиад.

## Биография
Теофило Ильдефонсо научился плавать в реке Гизит, которая протекает в его родной провинции Северный Илокос. В 1921 году он начал выступать в соревнованиях пловцов и за свою шестнадцатилетюю карьеру завоевал 144 медали разных достоинств.
В 1928 году на Олимпиаде в Амстердаме завоевал бронзу на дистанции 200 метров брассом. Он стал первым в истории филиппинцем, завоевавшим медаль Олимпиады. Через четыре года, в Лос-Анджелесе Ильдефонсо повторил свой медальный успех, завоевав вторую бронзовую медаль. По состоянию на 2014 год он является единственным филиппинцем, выигравшем более одной олимпийской медали. На Олимпиаде 1936 года занял седьмое место.
В годы Второй мировой войны принимал участие в боях в японцами. В 1942 году защищал полуостров Батаан. Попал в плен, участвовал в Батаанском марше смерти. Его он смог пережить, но позднее скончался в концентрационном лагере Капас. Останки Ильдефонсо так и не были найдены.
Дочь Ильдефонсо Норма завоевала серебро на стометровке баттерфляем на Азиаде 1954 года. Правнук Теофило Даниэль Коакли принимал участие в Олимпиаде 2008 на дистанции 50 метров вольным стилем.